# Фінал кубка Німеччини з футболу 1942
Фінал Кубка Німеччини з футболу 1942 — фінальний матч розіграшу кубка Німеччини сезону 1942 відбувся 15 листопада 1942 року. У поєдинку зустрілися «Мюнхен-1860» з однойменного міста та гельзенкірхенський «Шальке 04». Перемогу з рахунком 2:0 здобув «Мюнхен-1860».
| Володар Кубка Німеччини 1942 |
| ---------------------------- |
|                              |
| «Мюнхен-1860» Перший титул   |

## Учасники
| Клуб          | Участей | Роки (жирним виділено перемоги) |
| ------------- | ------- | ------------------------------- |
| «Мюнхен-1860» | дебют   | дебют                           |
| «Шальке 04»   | 4       | 1935, 1936, 1937, 1941          |

## Шлях до фіналу
| Раунд                                                   | Противник               | Рахунок |
| ------------------------------------------------------- | ----------------------- | ------- |
| 1/32 фіналу                                             | «Рапід» (Відень) (Д)    | 5–3     |
| 1/16 фіналу                                             | «Штутгартер Кікерс» (Г) | 3–1     |
| 1/8                                                     | «СС Страсбур» (Д)       | 15–1    |
| 1/4                                                     | «Стад (Дюделанж)» (Г)   | 7–0     |
| 1/2                                                     | «Ліпин» (Д)             | 6–0     |
| (Д) = Вдома; (Г) = У гостях; (Н) = На нейтральному полі |                         |         |

| Раунд                                                   | Противник                           | Рахунок |
| ------------------------------------------------------- | ----------------------------------- | ------- |
| 1/32 фіналу                                             | «Гамборн 07» (Г)                    | 2–0     |
| 1/16 фіналу                                             | «Айнтрахт» (Франкфурт-на-Майні) (Д) | 6–0     |
| 1/8                                                     | «Вестенде» (Д)                      | 4–1     |
| 1/4                                                     | «Дессау 05» (Г)                     | 4–0     |
| 1/2                                                     | «Вердер» (Д)                        | 2–0     |
| (Д) = Вдома; (Г) = У гостях; (Н) = На нейтральному полі |                                     |         |

## Матч

### Деталі
| 15 листопада 1942 |

| Мюнхен-1860                    | 2:0      | Шальке 04 |
| ------------------------------ | -------- | --------- |
| Вілімовський 80' Шмідгубер 88' | Протокол |           |

| Олімпіаштадіон, Берлін Глядачів: 80 000 Арбітр: Альберт Мюлтер |

|  |  |

| В                |  | Ганс Кайс            |
| З                |  | Франц Шмайсер        |
| З                |  | Георг Пледль (к)     |
| ПЗ               |  | Рольф Канітц         |
| ПЗ               |  | Георг Баєрер         |
| ПЗ               |  | Йозеф Рокінгер       |
| Н                |  | Енгельберт Шмідгубер |
| Н                |  | Ернест Вілімовський  |
| Н                |  | Гайнц Крюкеберг      |
| Н                |  | Людвіг Янда          |
| Н                |  | Мартін Шиллер        |
| Головний тренер: |  |                      |
| Макс Шефер       |  |                      |

| В                |  | Гайнц Флотго      |
| З                |  | Отто Швайсфурт    |
| З                |  | Гайнц Гінц        |
| ПЗ               |  | Вальтер Берг      |
| ПЗ               |  | Отто Тібульський  |
| ПЗ               |  | Ганс Борнеманн    |
| Н                |  | Адольф Урбан      |
| Н                |  | Ернст Куцорра (к) |
| Н                |  | Германн Еппенгофф |
| Н                |  | Фріц Шепан        |
| Н                |  | Ернст Кальвіцький |
| Головний тренер: |  |                   |
| Отто Файшт       |  |                   |